# Наклз (телесериал)
«Наклз» (англ. Knuckles) — американский художественный телесериал, спин-офф серии фильмов «Соник в кино», созданный телестудией, Paramount Pictures и выпущенный на стриминговый сервис, Paramount+.
Действие телесериала происходит между событиями фильмов «Соник 2 в кино» (2022) и «Соник 3 в кино» (2024), и повествует о ехидне Наклзе, который обучает заместителя шерифа Уэйда Уиппла навыкам воина Ехидны.
Премьера «Наклза» состоялась 26 апреля 2024 года с шестью эпизодами, которые составляют первый сезон. За первые выходные он стал самым просматриваемым оригинальным телесериалом на Paramount+.
В целом телесериал получил положительные отзывы критиков, которые хвалили боевые сцены и игру Идриса Эльбы и Адама Палли, хотя некоторые критиковали его за сценарий и за недостаточную проработанность персонажей.

## Синопсис
Наклз соглашается сделать Уэйда своим протеже и обучить его пути воина Ехидны.

## В ролях

### Роли озвучивали
- Идрис Эльба — Ехидна Наклз[6][7]
- Бен Шварц — Ёж Соник[8]
- Коллин О’Шонесси — Майлз «Тейлз» Прауэр
- Кристофер Ллойд — Пачакамак

### Актёрский состав
- Адам Палли — Уэйд Уиппл
- Тика Самптер — Мэдди Ваковски[9]
- Эди Паттерсон — Ванда Уиппл
- Джулиан Барратт — Джек Синклер
- Кид Кади — агент Мейсон
- Элли Тейлор — Уиллоуби
- Рори Макканн — «Покупатель»
- Кэри Элвис — Пит «Пистол» Уиппл
- Стокард Чэннинг — Венди Уиппл
- Пол Шеер — Гэри Н. Синклер III, эсквайр
- Роб Хюбель — Дилан Биглтон

## Список серий
| № | Название                                                                               | Режиссёр      | Автор сценария   | Дата премьеры  |
| --- | -------------------------------------------------------------------------------------- | ------------- | ---------------- | -------------- |
| 1 | «Воин» «The Warrior»                                                                   | Джефф Фаулер  | Джон Уиттингтон  | 26 апреля 2024 |
| Наклз изо всех сил пытается приспособиться к домашней жизни в Грин-Хиллз из-за своего воинственного образа жизни, который повлиял даже на планы Мэдди Ваковски по восстановлению её дома после нападения доктора Айво Роботника. Взбешённая Мэдди, воспользовавшись советом Соника и слишком сильно вжившись в роль, наказывает Наклза. По совету своего покойного наставника Пачакамака из племени ехидн Наклз берёт в ученики Уэйда Уиппла, которого недавно выгнали из команды по боулингу перед предстоящим турниром в Рино, штат Невада. Уэйд решает взять Наклза с собой в Рино на турнир. Когда они отправляются в путь, их выслеживают коррумпированные агенты ГОН (Герои на Охране Нации) Мейсон и Уиллоуби. Они намереваются поймать Наклза и продать его таинственному Покупателю, который снабжает их оружием, созданным по технологии Айво и работающим на иглах Наклза. В придорожном боулинг-клубе Уэйд признаётся Наклзу, что в детстве его бросил отец, из-за чего у него остались психологические проблемы. Используя кольцевой портал, Мейсон и Уиллоуби появляются, чтобы сразиться с Наклзом; он побеждает Мейсона, но Уиллоуби пользуется отвлечением, чтобы запереть Наклза в клетке, и они сбегают. |                                                                                        |               |                  |                |
| 2 | «Только не говори, что я не помог» «Don't Ever Say I Wasn't There For You»             | Гед Райт      | Джон Уиттингтон  | 26 апреля 2024 |
| Мейсон и Уиллоуби везут Наклза в лыжный домик, чтобы дождаться встречи с Покупателем. Вооружившись парой боевых перчаток Мейсона, Уэйд придумывает план, как пробраться внутрь и спасти Наклза. Хотя его план проваливается, а его патрульная машина в процессе уничтожается, Уэйд перехитрил агентов и спас Наклза. Они находят грузовик, чтобы сбежать, и Уэйд учит Наклза, что не каждая победа должна быть праведной. На рассвете они узнают по радио, что Уэйда объявили в розыск, поэтому Наклз предлагает найти убежище, и Уэйд неохотно выбирает дом своего детства. |                                                                                        |               |                  |                |
| 3 | «Шаббатный ужин» «The Shabbat Dinner»                                                  | Брэндон Трост | Брайан Шектер    | 26 апреля 2024 |
| Уэйд и Наклз прячутся в доме детства Уэйда в Бойсе, штат Айдахо, где их встречают мать Уэйда, Венди Уиппл, и его старшая сестра Ванда Уиппл, агент ФБР. Венди рада видеть своих детей дома, она приготовила традиционный семейный ужин в Шаббат, но Уэйд подавлен из-за постоянного плохого обращения с ним со стороны Ванды в детстве. В ту ночь между Уипплами быстро нарастает напряжение, и Наклз узнаёт о семейных обычаях от Венди. Уэйд уединяется в своей комнате, где Наклз узнаёт, что Уэйд хочет поехать на турнир, потому что его отец, чемпион по боулингу «Пистолет» Пит Уиппл, будет участвовать в соревнованиях. Группа охотников за головами узнаёт, что Уэйда объявили в розыск, и нападает на дом, но Наклзу и Уипплам удаётся расправиться с ними, что позволяет семье помириться, пока они смотрят, как гаснут шаббатские свечи. |                                                                                        |               |                  |                |
| 4 | «Пламя катастрофы» «The Flames of Disaster»                                            | Йорма Такконе | Джеймс Мадейский | 26 апреля 2024 |
| На следующее утро после субботнего ужина охотник за головами Джек Синклер, бывший лучший друг Уэйда по боулингу, похищает Уэйда, чтобы выдать его за вознаграждение. Наклз решает не спасать Уэйда, чтобы тот научился самостоятельности. Не сумев сбежать, Уэйд получает от Наклза совет посетить «Великое поле битвы в небе». Уэйд успешно попадает в загробный мир, который выглядит как боулинг-клуб, где Пачакамак обучает его с помощью малобюджетной рок-оперы о происхождении Наклза. Уэйд узнаёт, что величайшая сила воина — это его сердце, что позволяет ему сбежать и вызвать Джека на рыцарский поединок, который он выигрывает. Обретя уверенность в себе, Уэйд и Наклз продолжают путь в Рино, к ним присоединяются Венди и Ванда. |                                                                                        |               |                  |                |
| 5 | «Рино, детка!» «Reno, Baby!»                                                           | Кэрол Банкер  | Брайан Шектер    | 26 апреля 2024 |
| Наклз и Уипплы прибывают в Рино, где Уэйд встречает Пита Уиппла и мирится с ним. По-видимому, наладив отношения с отцом, Уэйд поднимается в турнирной таблице по боулингу и в финале встречается с Питом. Тем временем Мейсона и Уиллоуби силой приводят к Покупателю, который признаётся, что он бывший агент Айво, и Уиллоуби убеждает его дать им последний шанс поймать Наклза. Увидев, как они с Питом сближаются, Венди предупреждает Уэйда, что Пит в конце концов снова его бросит. Придя в пентхаус Пита на крыше, Уэйд обнаруживает, что Мейсон и Уиллоуби держат в заложниках Венди и Ванду. Выясняется, что Пит предал их, чтобы не допустить Уэда к участию в турнире. Поскольку на кону стоят жизни его семьи, Уэйд вынужден заманить Наклза в пентхаус, где Мейсон и Уиллоуби готовятся устроить ему засаду. |                                                                                        |               |                  |                |
| 6 | «Что произошло в Рино, должно оставаться в Рино» «What Happens in Reno, Stays in Reno» | Кэрол Банкер  | Джон Уиттингтон  | 26 апреля 2024 |
| Получив тайный сигнал от Уэйда, Наклз избегает ловушки и сражается с агентами, в то время как Уэйд освобождает свою семью. Наклз побеждает агентов, перенаправив пару кольцевых порталов, которые засасывают их, и они оказываются в ловушке между измерениями, когда порталы схлопываются. Уэйд отправляется на турнир, чтобы сразиться с отцом в финале, а Покупатель противостоит Наклзу снаружи, используя гигантский механический костюм. Уэйд делает идеальную игру, чтобы победить Пита, но празднование Уэйда прерывается из-за драки Наклза и Покупателя. Покупатель ловит Наклза и лишает его силы, но Уэйд противостоит ему, сдерживая Покупателя с помощью своей матери и сестры. Наклз в конце концов приходит в себя и поглощает свою силу, активируя технику «Пламя катастрофы» (англ. Flame of Disaster), и им с Уэйдом удаётся победить Покупателя. Пит пытается сбежать с трофеем, но Венди и Ванда усмиряют его, а Уэйд и Наклз празднуют победу, прежде чем отправиться обратно в Грин-Хиллс. |                                                                                        |               |                  |                |

## Отзывы
Kotaku в своём рейтинге фильмов и сериалов по франшизе Sonic the Hedgehog поставил «Наклза» на последнее место, раскритиковав за чрезмерный акцент внимания на человеческих персонажах и шутки, отсылающие к устаревшей поп-культуре. Редакция назвала сериал «не только самой низкой точкой этой итерации Соника, но и одним из слабейших произведений франшизы».